# Johan Anton Lindqvist
Johan Anton Lindqvist, född 25 december 1759 i Ystad, död 17 september 1833 på Torpa vid Göteborg, var en svensk teaterdirektör. Han var ledare för ett eget teatersällskap från 1793. Hans sällskap turnerade i den svenska landsorten och spelade en särskilt stor roll inom Göteborgs teaterhistoria.

## Biografi
Lindqvists bakgrund är okänd. Han var verksam som aktör i Carl Seuerlings teatersällskap 1788, och turnerade då i Finland från 1789. Från 1793 är han bekräftad som ledare av ett eget kringresande teatersällskap: hans trupp uppträdde samma år i Gävle från 7 augusti till nyåret 1794. Därefter gick färden i början av 1794 till Norrköping och källarmästare Egges teater. I staden hade redan Johan Peter Lewenhagen, som ledare för Carl Gottfried Seuerlings sällskap, kommit, och var igång i en annan lokal. Stadens tidningar hade annonser inne från de båda sällskapen där Lewenhagens kallades "Kongliga Priviligierade Theater".
Lindqvist delade in sina uppsättningar i abonnemangsavdelningar, där den första omgången gällde 12 föreställningar, och varefter abonnenterna fick välja om de ville betala för ytterligare 12 föreställningar med bibehållande av sina loger. 
För att få resa runt med teatersällskap behövdes ett s. k. "Kongligt privilegium". Sannolikt är att Lindqvist avtalsmässigt fick använda Seuerlings tillstånd mot en arrendekostnad för att kunna bedriva sin nya verksamhet som teaterdirektör. Vanligt var att användaren gick med på att betala alla omkostnader och avgifter med sin teaterverksamhet, för att inte originalinnehavaren skulle bli lidande ekonomiskt, vilket bör ha gällt även i detta fall.
Lindqvist och hans sällskap upprätthöll verksamheten i Comediehuset i Göteborg från 1793 till 1800 (med fast etablering där från 12 december 1794). Hösten 1795 hade Lindqvist låtit iordningställa Comediehuset i Göteborg med nyare inredning, skaffat nya skådespelare och ordnat nya musiker för orkestern, inför säsongen i november. Han annonserade med en större annons efter abonnenter till de nya 135 platserna fördelade på 19 loger och 16 enskilda platser och även höjda priser, lika dem i Stockholm, för att täcka sina omkostnader. För säsongen skulle han ge 49 abonnemangsföreställningar Han var initialt direktör, men ekonomiska problem på grund av höga omkostnader och färre besöksinkomster, gjorde att han efter spelterminens slut i september 1797 överlät styrelsen till det nybildade "Theateraktiebolaget", som då tog över Comediehuset och ekonomin under ledning av handlandena Niklas Björnberg och Andreas Fredrik Ritterberg. Dessa överlät själva verksamheten och ansvaret för aktörerna på Lindqvist, som då fick den nya titeln "Theaterföreståndare", och en ny speltermin påbörjades den 9 oktober 1797.
Lindqvists trupp besökte Malmö som landsortsteater både en kort säsong 7 juni–30 juli 1798 och en längre säsong 23 augusti–20 november 1799 i det s.k. Berghska huset tillhörigt rådman Carl Magnus Nordlindh vid Stortorget/Kyrkogatan. Det var en tillfälligt upplåten byggnad, då Malmö ännu inte hade en fast teaterbyggnad. I truppen ingick operasångaren och skådespelaren Jonas Sundman som var anställd i truppen sedan 1793 fram till sin död, operasångaren och skådespelaren Johan Erik Brooman, skådespelaren Carl Johan Hjelmstedt, skådespelarna Eva Margareta Fundin och Johan Adolf Halldén. Föreställningarna bestod av en längre pjäs eller av en längre förpjäs och en kortare efterpjäs. Trupperna kunde utnyttja lokala sångföreningar och lokala musiker vid sina föreställningar. 
Efter föreställningarna i Göteborg 31 augusti 1798 upplöstes "Theateraktiebolaget" av aktieägarna på grund av dålig lönsamhet, och skådespelarna avskedades. Johan A. Lindqvist hade då redan innan år 1797 ansökt och fått tillstånd att driva värdshus med biljard i Göteborg, som öppnades 6 december 1797.  
Lindqvist bedrev ingen teater i teaterhuset under resterande 1798, då han bedrev annan verksamhet där. Endast ett par separata uppträdanden av utifrån kommande artister vid jultiden 1798 dock. Ett par speldagar annonserades 2 och 4 juli 1799 i tidningarna för hans avresa.  
Att han då åter börjat med en egen trupp som teaterdirektör, visar sig i och med Malmösejouren i augusti–november 1799. I Göteborg hade beskedet varit att han skulle resa till Skara 13 juli och inte återvända förrän 1 december 1799. 16 december 1799 startade direktör Johan A. Lindqvist en ny speltermin i Göteborg med en ny truppsammansättning.
I början av 1800 i Göteborg var Johan Lindqvist svårt sjuk så hustrun övertog ledningen av truppen. Till den sista planerade föreställningen för terminen den 20 februari hoppades hon på stort besöksantal då ekonomin var ganska usel. Lindqvist hade sedan tillfrisknat eftersom han for med truppen till Norrköping i slutet av mars 1800. Åren 1802 och 1804 besökte Lindqvistska truppen Malmö igen, nu i Malmös första fasta teaterbyggnad vid Grynbodgatan 33 (senare nr. 3).
År 1800 ska Lindqvist ha fått tillstånd att turnera i Danmark. Det är inte bekräftat att han gjorde det, men i sådana fall kan hans trupp räknas som den första svenska som uppträdde där.
Från 1810 till 1816 uppträdde hans sällskap återigen på Comediehuset i Göteborg, och 1816–1820 på Segerlindska teatern.

### Familj
Johan Anton Lindqvist var före 1794 gift med skådespelaren Maria Christina Nordström (1774–7 nov.1819), med vilken han år 1798 hade sju barn. Nordström skötte under 1790-talet en bisyssla som krögare i makens namn. Under Lindqvists pågående speltermin i Norrköping i juni år 1800 avled först skådespelaren Margareta Sofia Lagerqvist g. Brooman, av en bröstsjukdom den 6 juni. Sedan avled Lindqvists yngsta dotter Johanna Charlotta Amalia Lindqvist den 11 juni, nästan 2 år gammal, i Göteborg. I mars 1794 avled även Lindqvists son Otto Mauritz, 3 mån gammal, när de var i Norrköping. Den 18 juli 1802 avled nästa dotter, Eva Sophia, i Göteborg 3 år gammal. Under 1812 års säsong fanns döttrarna Mamsell Marie Lindqwist och Mamsell Stella Lindqwist med i truppen. Sonen Johan Henric Lindqvist blev packhusinspektor.

## Tiden som teaterdirektör 1793–1810
| År   | Ort | Spelperiod                                                                  | Antal pjäser |
| ---- | --- | --------------------------------------------------------------------------- | ------------ |
| 1793 | Göteborg | 12 juli–2 aug.                                                              |              |
| 1793 | Gävle | 7 aug–dec                                                                   |              |
| 1794 | Norrköping (Egges teater)                                                                                   | 6 mars till 4 juni                                                          | 24           |
| 1794 | Göteborg | 12 dec–19 dec                                                               |              |
| 1795 | Göteborg | 7 jan–28 aug                                                                |              |
| 1795 | Uddevalla                                                                                                   | oktober                                                                     |              |
| 1795 | Göteborg | 2 nov–29 dec                                                                |              |
| 1796 | Göteborg | 9 jan–17 mars Påskuppehåll 29 mars–23 aug                                   | 70           |
| 1796 | Udevalla |                                                                             | 27           |
| 1796 | Göteborg | 3 nov–30 dec                                                                | 23           |
| 1797 | Göteborg | 10 jan–12 sep                                                               | 68           |
| 1797 | Göteborg | 9 okt–29 dec                                                                |              |
| 1798 | Göteborg | 17 jan–18 maj                                                               |              |
| 1798 | Malmö (i det s.k. "Berghska huset" vid Stortorget, upplåten tillfälligt för teater 1798–1801.               | 7 juni–30 juli                                                              | 45           |
| 1798 | Göteborg | 10 aug–31 aug (sista för dåvarande trupp)                                   |              |
| 1799 | Göteborg | 2–4 juli                                                                    | 4            |
| 1799 | Malmö | 23 aug–20 nov.                                                              | 45           |
| 1799 | Göteborg | 16 dec–30 dec                                                               |              |
| 1800 | Göteborg | 2 jan–11 mars.                                                              |              |
| 1800 | Norrköping                                                                                                  | 23 mars–29 juni.                                                            | 58           |
| 1802 | Malmö (i Malmös första fasta byggnad för upplåten teater (1802–1808) vid Grynbodgatan 33 (nr. 3 efter 1913) | 29 januari–1 april, 14 maj–6 juni                                           | 38           |
| 1804 | Malmö | 6 juli–4 november                                                           | 62           |
| 1806 | Gävle | 19 maj–2 juli                                                               |              |
| 1806 | Carlshamn (Teatern vid Bränneriet)                                                                          | 20 juli–20 aug äv. dec                                                      |              |
| 1810 | Göteborg | 5 okt–dec.                                                                  |              |
| 1811 | Göteborg | Jan–6 april; 8 okt–28 dec                                                   |              |
| 1812 | Göteborg | 3 jan–augusti sedan ny säsong från oktober–30 dec med utökat antal aktörer. |              |
| 1813 | Göteborg | 2 jan–30 dec                                                                |              |
| 1814 | Göteborg | 7 jan–22 dec                                                                |              |